# Edde (Ungarn)
Edde ist eine ungarische Gemeinde im Kreis Kaposvár im Komitat Somogy.

## Geografische Lage
Edde liegt ungefähr 15 Kilometer nördlich des Komitatssitzes und der Kreisstadt Kaposvár. Nachbargemeinden sind Alsóbogát, Osztopán und Somogyjád.

## Geschichte
Im Jahr 1913 gab es in der damaligen Kleingemeinde 79 Häuser und 678 Einwohner auf einer Fläche von 3568 Katastraljochen. Sie gehörte zu dieser Zeit zum Bezirk Lengyeltóti im Komitat Somogy.

## Sehenswürdigkeiten
- Gáspár-Földesi-Garten (Földesi Gáspár kertje)
- Reformierte Kirche, erbaut 1896
- Schloss Festetics (Festetics-kastély), erbaut 1830
- Weltkriegsdenkmal (I. és II. világháborús emlékmű)

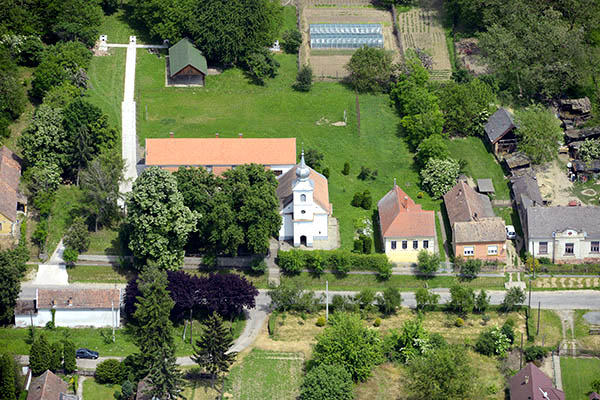
Luftbild von Edde
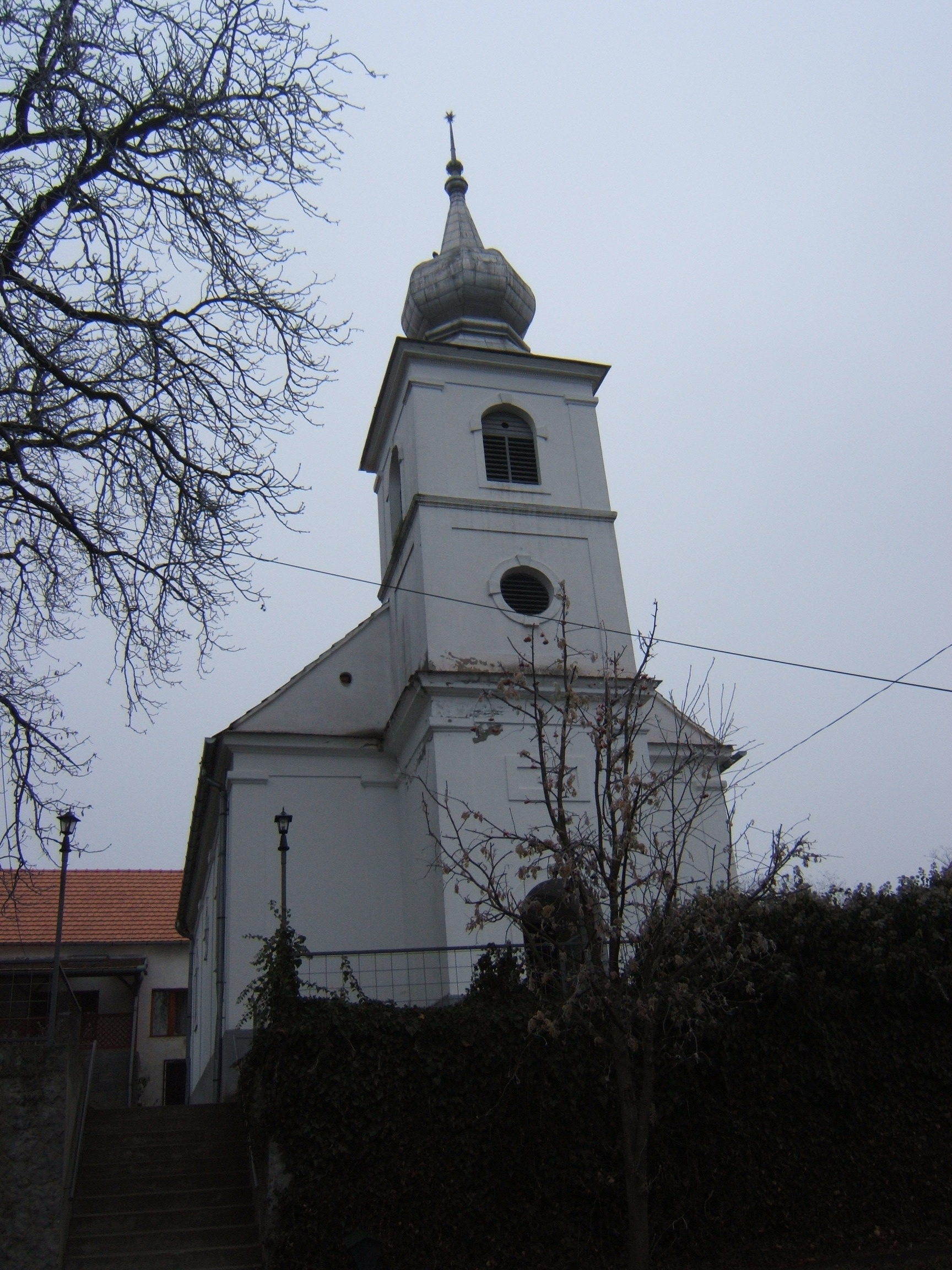
Reformierte Kirche Edde

## Verkehr
Edde ist nur über eine Nebenstraße, die von der Landstraße Nr. 6701 abzweigt, zu erreichen. Es bestehen Busverbindungen über Somogyjád, Várda und Juta nach Kaposvár. Der nächstgelegene Bahnhof befindet sich ungefähr vier Kilometer westlich in Osztopán.